# Protogobius attiti
Protogobius attiti är en fiskart som beskrevs av Watson och Pöllabauer, 1998. Protogobius attiti ingår i släktet Protogobius och familjen Rhyacichthyidae. IUCN kategoriserar arten globalt som starkt hotad. Inga underarter finns listade i Catalogue of Life.